# Elizabeth Berridge (actrice)
Pour les articles homonymes, voir Elizabeth Berridge et Berridge.
Elizabeth Berridge est une actrice américaine née le 2 mai 1962 à New Rochelle, État de New York. Elle est principalement connue pour son rôle de Constance Mozart dans le film Amadeus (1984).

## Biographie
Berridge est née à New Rochelle de George Berridge, un juriste, et Mary L. Berridge (née Robinson), une assistante sociale. C'est à l'école primaire qu'elle a commencé à jouer et chanter. 
E. Berridge a été sollicitée pour auditionner pour le rôle de Constanze Mozart alors que le tournage d'Amadeus avait déjà commencé à Prague. L'actrice initialement choisie, Meg Tilly, blessée dans un match de football, avait dû quitter le tournage. Deux actrices présélectionnées furent envoyées à Prague, et après une semaine d'auditions Berridge a eu le rôle (l'autre actrice, Diane Franklin, était « trop jolie » pour jouer la fille d'une femme du peuple).  Berridge et toute l'équipe sont restés à Prague six mois pour le tournage.
Eizabeth Berridge a épousé en 2001 l'acteur Kevin Corrigan, rencontré sur le tournage du film, Broke Even. Ils ont une fille, Sadie Rose Corrigan.

## Filmographie

### Cinéma
- 1979 : Natural Enemies de Jeff Kanew : Sheila Steward
- 1981 : Massacres dans le train fantôme (The Funhouse) de Tobe Hooper : Amy Harper
- 1984 : Amadeus de Miloš Forman : Constanze Mozart
- 1985 : Smooth Talk de Joyce Chopra : June
- 1987 : Five Corners de Tony Bill : Mélanie
- 1993 : When the Party's Over de Matthew Irmas : Frankie
- 1999 : Payback de Brian Helgeland : une prostituée dans un bar (non créditée)
- 2000 : Broke Even de David Feldman : Leslie
- 2004 : Hidalgo de Joe Johnston : Annie Oakley
- 2005 : Break a Leg de Monika Mitchell : une femme à New York
- 2010 : La beauté du geste (Please Give) de Nicole Holofcener : Elyse
- 2015 : Results d'Andrew Bujalski : Christine

### Télévision

#### Séries télévisées
- 1980 : Texas : Allison Linden
- 1981 : Haine et Passion (The Guiding Light), épisode Surprise Witness : Morgan Richards
- 1987 : Détective de choc (Leg Work), épisode Peaches ... Peaches : Peaches
- 1989 : Deux flics à Miami (Miami Vice), épisode The Lost Madonna : Julia Scianti
- 1989 : Equalizer, épisode Endgame : Susan Wilhite
- 1992-1993 : The Powers That Be : Charlotte (21 épisodes)
- 1993-1996 : The John Larroquette Show : Officier Eve Eggers (84 épisodes)
- 1998 : Les Anges du bonheur (Touched by an Angel), épisode The Trigger  : Holly
- 2001-2005 : Parents à tout prix (Grounded for Life) : Amy (3 épisodes)
- 2003 : Une famille presque parfaite, épisode Still Changing : Sandy Hartwick
- 2004 : Oui chérie! (Yes, Dear), épisode Shirley Cooks with Love : une invitée du mariage sur une cassette vidéo

#### Téléfilms
- 1984 : Silence of the Heart de Richard Michaels : Penny
- 1989 : Home Fires Burning de Glenn Jordan :  Francine Tibbetts
- 1990 : Montana de William A. Graham : Lavetta
- 2001 : When Billie Beat Bobby de Jane Anderson : Rosie Casals